# Минеральные Воды (аэропорт)
Международный аэропорт Минеральные Воды имени М. Ю. Лермонтова (код IATA: MRV, код ICAO: URMM, внутренний код: МРВ) — международный аэропорт федерального значения, крупнейший аэропорт Ставропольского края и Северо-Кавказского федерального округа, один из крупнейших на Юге России.

## Описание
Аэропорт находится западнее города Минеральные Воды на расстоянии 4 км. Имеется одна искусственная взлётно-посадочная полоса (ИВПП) 12/30 (магнитные курсы 117 и 297) класса А длиной 3900 и шириной 60 метров, построенная в 2006—2011 годах. В связи с вводом в эксплуатацию ИВПП-2 разрешено руление и взлёт ВС с низко расположенными двигателями (по РД M, B, 2) с 4 июля 2011 г. (NOTAM A2178/11 от 04.07.2011).

## История
Открыт 15 июня 1925 года как воздушная станция г. Минеральные Воды. Воздушная линия связала КМВ сначала с Ростовом-на-Дону и Харьковом, затем с Баку и Тбилиси. Впервые воздушным путем начали прибывать на КМВ курортники. Самолёты летали только днём, на малых высотах, вдоль железных дорог.
В 1933 году был открыт аэропорт Минводы. Была построена взлетно-посадочная площадка, аэровокзал, ангар, мастерские, общежитие, взметнул в высь антенну первый радиомаяк. В те годы Минераловодский аэропорт считался крупнейшим в стране.
В 1938 году были организованы авиамастерские, где производился капитальный ремонт самолётов «ПО-2» и повышенные формы технического обслуживания самолётов. На базе этих мастерских был создан ремонтный завод 411 ГА. В начале Великой Отечественной войны аэропорт обслуживал военные и гражданские самолёты. Напряжённо трудился коллектив авиамастерских, ремонтировавший нужные фронту самолёты.
В август 1942 года Минеральные Воды были оккупированы немецкими войсками. Аэропорт эвакуируется сначала в Нальчик, затем Орджоникидзе и Махачкалу. В январе 1943 года Минеральные Воды были освобождены и аэропорт вновь заработал: в нём базировался истребительный авиаполк, снова ремонтировались самолёты, отправляющиеся на фронт.
В 1947 году началось строительство нового аэровокзала вместо разрушенного в годы войны, удлиняется взлётно-посадочная полоса, начинает устанавливаться система посадки ВУСП. Открывается воздушное сообщение с Москвой, столицами союзных республик и крупными промышленными центрами СССР.
В 1959 году началась реконструкция аэропорта. Были заново выстроены: взлетно-посадочная. полоса, перрон, места стоянок, рулежные дорожки. Сданы в эксплуатацию: новый аэровокзал (пропускная способность 700 пассажиров в час), гостиница на 250 мест, грузовой склад, помещения для ЛЭРМ, столовая, бензосклад, котельная, водонапорная башня и т. д.
С июля 1961 года по январь 1965 года строилось новое здание аэровокзала. Пропускная способность 700 пассажиров в час. Пассажиропоток заметно увеличился с 1961 года, когда аэропорт начал принимать скоростные реактивные и турбовинтовые лайнеры. Первый реактивный самолёт Ту-104 произвел посадку в аэропорту Минеральные Воды 14 мая 1961 года.
2 июня 1962 года образован лётный отряд аэропорта. Высококвалифицированные пилоты, штурманы, радисты приехали со всех регионов СССР. Первыми приписными самолётами отряда были Ту-124 и Ли-2.
В 1977 году минераловодским лётным отрядом был освоен комфортабельный среднемагистральный самолёт Ту-154, который и до сих пор является основным базовым самолётом авиаотряда. За годы существования отряда минераловодские авиаторы не допустили ни одной аварии.
В 1980 году в Минеральных Водах была организована международная авиаэскадрилья.
В конце 1997 года ГУАП «Кавминводыавиа» приобретает первый самолёт семейства Туполева Ту-204. В 2000 году парк пополнился вторым ТУ-204.
В февраль 2011 года ФГУП «Кавминводыавиа» был разделён на собственно авиакомпанию и ГУП СК «Аэропорт Минеральные Воды». Начался первый этап реконструкции аэропорта: работы по вводу в строй новой взлетно-посадочной полосы, рулёжных дорожек, курсо-глиссадной системы, светосигнального и метеооборудования, стартовой аварийно-спасательной станции и ряда других новых объектов.
В ноябре 2011 года начался второй этап реконструкции: работу дальномерного азимутального радиомаяка, основной аварийно-спасательной станции, очистных сооружений, газификации объектов, выноса и обустройства водовода, попавшего в зону строительства.
Международный аэропорт Минеральные Воды завоевал звание «Лучший аэропорт стран СНГ за 2011 год» среди аэропортов с пассажиропотоком до 1 миллиона человек по итогам конкурса, проводимого Ассоциацией «Аэропорт» Гражданской авиации.
В 2012—2013 году реконструированы перрон и рулёжные дорожки.
В 2012 году аэропорт допущен к приёму на регулярной основе дальнемагистральных воздушных судов Боинг-747. Введён в строй Доплеровский метеорологический радиолокатор, обеспечивающий точный прогноз состояния атмосферы и позволяющий принимать воздушные суда даже в самых сложных условиях. Открыты два зала повышенной комфортности со своей парадной въездной территорией и автостоянкой. Открытие памятной скульптурной композиции, в честь 40-летия первого пассажирского полёта воздушного судна ТУ-154 и второго фонтана. Годовой пассажиропоток аэропорта превысил 1 млн.
7 апреля 2016 года освящён храм-часовня во имя Святого пророка Илии на территории аэропорта.
В 2017 году впервые за 29 лет аэропорт перевез более 2 млн пассажиров.
В конце 2018 года стартовал конкурс «Великие имена России» среди претендентов, в честь кого будет назван аэропорт, были Михаил Лермонтов, Алексей Ермолов и Александр Солженицын. По результатам голосования победил Михаил Лермонтов, набрав 89 % (367681 голосов) и тем самым обогнав голоса Пензы на 2 %. В соответствии с Указом Президента РФ от 28 ноября 2018 года № 681 «О присвоении отдельным географическим объектам имён лиц, имеющих особые заслуги перед Отечеством», присвоение географическим объектам (аэропортам, железнодорожным станциям, морским и речным портам) имён выдающихся деятелей не влечёт за собой изменения их установленных наименований.

## Пассажиропоток

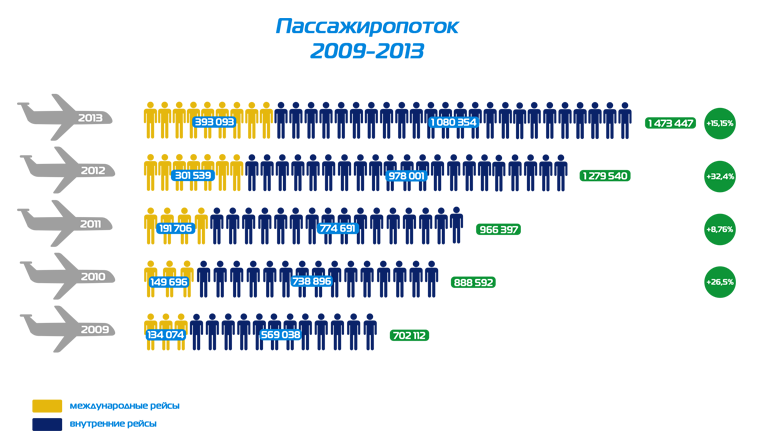
Пассажиропоток 2009—2013

Данные из запроса в Викиданные.
| 2008        | 2009        | 2010        | 2011        | 2012        | 2013        |
| ----------- | ----------- | ----------- | ----------- | ----------- | ----------- |
| ↗ 828 000   | ↘ 702 000   | ↗ 888 000   | ↗ 966 000   | ↗ 1 279 539 | ↗ 1 473 447 |
| 2014        | 2015        | 2017        | 2018        | 2019        | 2020        |
| ↗ 1 921 669 | ↗ 1 957 122 | ↗ 2 180 178 | ↗ 2 409 488 | ↗ 2 526 419 | ↘ 1 797 989 |

## Авиакомпании и направления

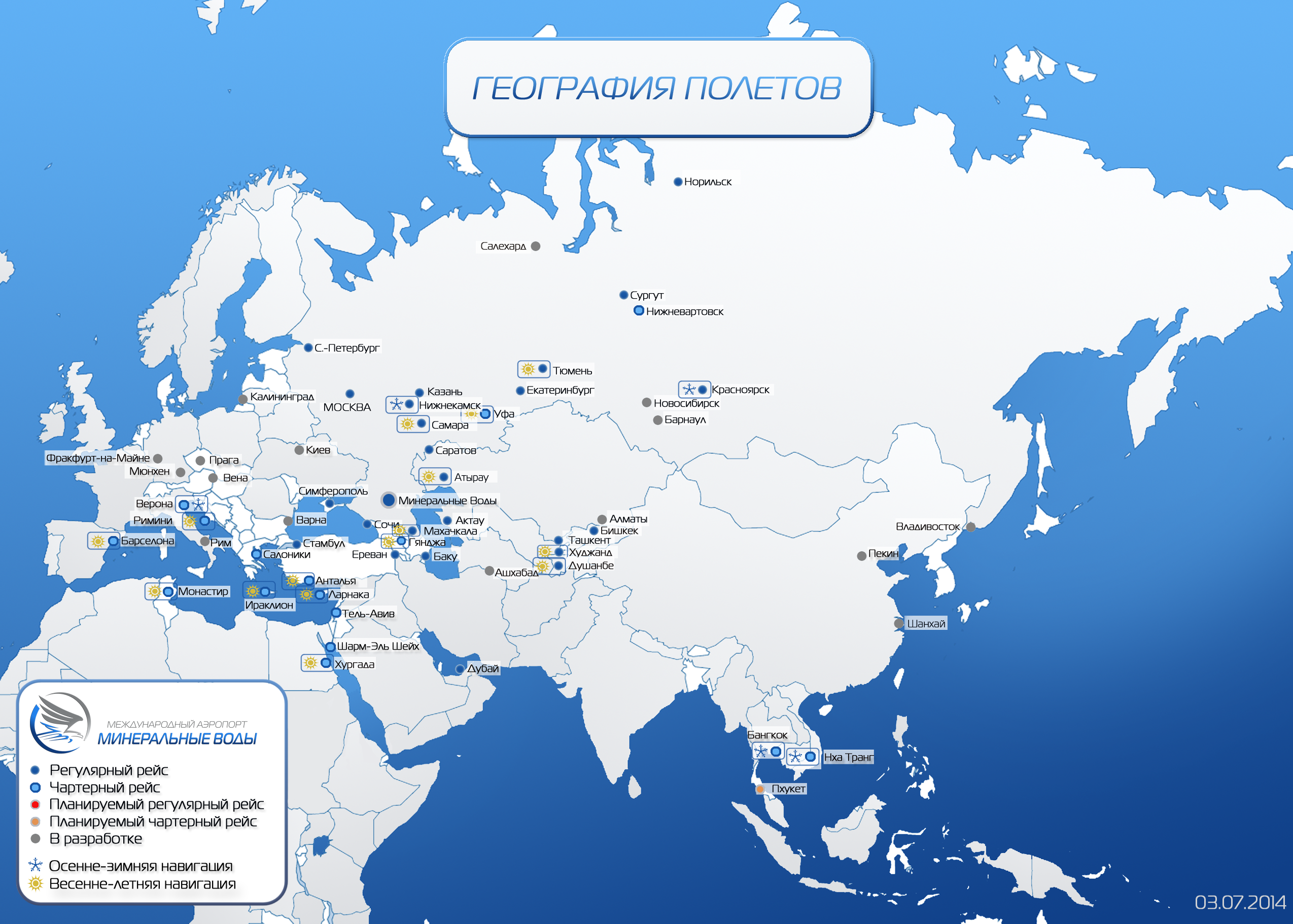
География полетов 03.07.2014

В 2020 году маршрутная сеть аэропорта включала в себя 37 направлений.
В начале 2020 года между аэропортом и авиакомпанией Азимут была подписано соглашение о сотрудничестве, которое предполагает, что аэропорт Минеральных Вод станет базовым для авиаперевозчика. В 2021 году авиакомпания запланировала начать базировку трёх самолётов в аэропорту и увеличить число направлений до 22.
В аэропорту Минеральные Воды присутствуют такие авиакомпании как S7 airlines, ЯМАЛ, Utair и т. д.

## Реконструкция аэропорта
К 2006 году ВПП пришла в аварийное состояние, вследствие чего аэропорт перестал принимать воздушные суда с низким расположением двигателей (под крылом). К выполнению рейсов были допущены самолёты советского производства (Ту-154, Як-42, Ту-134). Поскольку некоторые из этих воздушных судов выводятся из эксплуатации в связи с низкой топливной эффективностью, в 2008—2009 гг. аэропорт покинул ряд российских и иностранных перевозчиков: S7 Airlines, ГТК «Россия», «Аэрофлот», Armavia, AZAL и др.
В 2006 году параллельно существующей взлётно-посадочной полосе началось строительство новой, длиной 3900 м и шириной 60 м, также начались замена покрытия рулёжных дорожек и перрона для воздушных судов, строительство нового терминала. Стоимость строительства новой ВПП, по предварительным расчетам, должна была составить 3,03 млрд рублей (финансирование осуществлялось из федерального бюджета РФ).
В 2007 году были открыты павильоны прибытия международных и внутренних воздушных линий, но на вылет функционировал старый терминал, оборудованный 4 стойками регистрации (две из которых принадлежали «Аэрофлоту»), одним пунктом досмотра пассажиров, накопителем с двумя гейтами.
С 2008 года внедрена технология использования электронных билетов.
17 марта 2011 года был частично открыт новый терминал, предназначенный для обслуживания пассажиров вылетающих рейсов внутренних воздушных линий. В частности, увеличена площадь сектора ожидания, в зале внутренних авиалиний появились современные информационные табло, новые павильоны кассового обслуживания и справочного информирования, сектор оснащён конвейерными лентами и транспортёрами последнего поколения. 22 марта 2011 г. был открыт и новый международный модуль. Благодаря проведённым работам по-новому стали выглядеть и функционировать операционный зал, зал длительного ожидания, багажное отделение внутренних авиалиний, зал вылета международных авиалиний, в том числе зоны таможенного и пограничного контроля, досмотра, а также багажное отделение, служебные и офисные помещения. Объём инвестиций составил 246,7 млн рублей.
24 июня 2011 года получено заключение о соответствии построенного 1-го этапа объекта реконструкции и строительства проектной и нормативной документации, а также разрешение на ввод 1-го этапа в эксплуатацию. В рамках первого этапа выполнено: построена взлётно-посадочная полоса с искусственным покрытием ИВПП, рулёжные дорожки РД-А,В,С,Д,М, ВДС, стартовая АСС, стартовый диспетчерский пункт, вспомогательный пункт наблюдения, электросети с ТП, сети связи, произведено строительство и монтаж светосигнального оборудования ССО, ДПРМ-117, Радиомаячные системы СП-200 с МКп-117 и МКп-297, метеооборудование, патрульная дорога, периметровое ограждение.
ИВПП-2 была официально открыта 13 июля 2011 года. Завершение строительства новой полосы ИВПП-2 с комплексным показателем несущей способности покрытий PCN 47 RAWT позволит аэропорту «Минеральные Воды» принимать все расчётные типы воздушных судов без ограничений по весу и интенсивности. Новая полоса сертифицирована для посадки самолётов иностранного производства с низкорасположенными двигателями (Boeing и Airbus), в связи с чем руководство аэропорта ожидает удвоения пассажиропотока в 2012 году.
19 октября 2011 года на втором этаже аэропорта был открыт зал повышенной комфортности, доступ в который имеют пассажиры, вылетающие бизнес-классом, а также, за дополнительную плату, пассажиры экономкласса.
18 декабря 2011 года, впервые в истории аэропорта, он смог принять один из самых больших в истории гражданской авиации самолётов — Боинг 747.
1 июня 2012 года состоялось открытие VIP-зала и зала официальных лиц и делегаций.
4 сентября 2019 года в аэропорту «Минеральные Воды» в эксплуатацию введён новый терминал прибытия площадью более 9,4 тысяч м², что позволило увеличить пропускную способность аэропорта до 1050 пасс/час и МВЛ до 450 пасс/час.
14 мая 2025 года для внутренних авиалиний был открыт новый аэровокзал, способный обслужить до тысячи человек в час. Здание комплекса площадью более 28 тысяч квадратных метров и высотой 35 метров занимает 3 этажа. Терминал оснащён современными высокотехнологичными системами по обслуживанию пассажиров и багажа, 28 стойками регистрации, 6 пунктами паспортного контроля, 11 выходами на посадку, включая 5 телескопических трапов.

## Транспорт в аэропорт
Аэропорт расположен рядом с пересечением федеральной трассы Кавказ Р217 и автодороги А157 Минеральные Воды — Кисловодск.
Общественным транспортом аэропорт связан с железнодорожным вокзалом Минеральные Воды (маршрутное такси № 11 Железнодорожный вокзал — Аэропорт. Интервал движения 30—40 мин. с 6:00 до 19:30).
Быстро и недорого добраться в города-курорты Кавказских Минеральных Вод можно на автобусах для трансфера. Также в аэропорту работают службы такси.
На протяжении последних двух лет обсуждается вопрос запуска аэроэкспресса по маршруту Аэропорт — Минеральные Воды — Кисловодск. На настоящий момент имеется ответвление от железной дороги Невинномысск — Минеральные Воды в направлении аэропорта. На ответвлении отсутствуют электроснабжение и терминал с платформами для посадки.

## Происшествия
1 декабря 1988 года в городе Орджоникидзе (ныне — Владикавказ) террористами был захвачен автобус с детьми. Власти в процессе переговоров согласились предоставить террористам в обмен на детей транспортный самолёт Ил-76, экипаж, оружие и деньги, однако вследствие невозможности посадки Ил-76 в Орджоникидзе самолёт посадили в аэропорту «Минеральные Воды». Террористы в сопровождении машин милиции, КГБ и родителей захваченных детей, перегнали автобус в Минеральные Воды. Здесь же, в аэропорту, после того, как они загнали автобус в самолёт, террористы отпустили детей и дали приказ экипажу взлетать и взять курс на Израиль.